# 烏丸益光
烏丸益光（からすまる ますみつ、永享12年（1440年） - 文明7年（1475年）12月30日）は、室町時代中期の公卿。初名は烏丸氏光。

## 官歴
- 時期不明：蔵人頭、右大弁、正四位上
- 寛正4年（1463年）：参議
- 寛正6年（1465年）：従三位、丹波権守
- 寛正7年（1466年）：阿波権守、左衛門督、検非違使別当、権中納言
- 応仁2年（1466年）：正三位
- 文明5年（1473年）：大宰権帥

## 系譜
- 父：烏丸資任